# 트릭아트
트릭아트는 과학적인 화법과 특수 도료를 사용하여 평면의 그림이 마치 살아 있는 것처럼 느껴지도록 입체적으로 그림을 그려서 관람객이 체험하게 할 수 있는 전시를 말한다.

## 트릭아트의 원리
원근법 및 음영법에 근거하여 대상을 입체화 하고 투명도가 높은 페인트를 이용하여 얇은 피막의 층을 형성해 빛의 굴절 및 반사를 이용함으로써 특정 부분이 관람자의 시선에 따라 움직이게 하는 것이다. 인간에게는 누구나 물건을 올바르게 판단하려고 하는 본능과 현상에 대한 선입관이 있다. 트릭아트는 작품을 접하는 관객들은 눈에 비친 것을 뇌가 잘못 판단하는 상식의 엇갈림을 경험하게 되며, 착각과 현실이라는 두 주제를 동시에 경험하면서'속는 쾌감'을 느끼게 된다.